# Профсоюзное движение в Никарагуа
Профсоюзное движение в Никарагуа — составная часть рабочего движения в Никарагуа.

## История
В 1939 году в Никарагуа была создана Рабочая федерация (которая была принята в Конфедерацию трудящихся Латинской Америки), однако после окончания второй мировой войны, в условиях начала «холодной войны» и обострения антисоветских и антикоммунистических настроений в США (на которые ориентировался находившийся у власти диктатор А. Сомоса) в 1948 году деятельность профсоюзных организаций в стране была запрещена.
Под влиянием победы в январе 1959 года революции на Кубе в стране усилилась борьба против диктатуры Сомосы. 1 июня 1959 года в Манагуа началась всеобщая забастовка, в этот же день в отряды повстанцев начали вооружённые выступления в департаментах Чонталес, Леон и Матагальпа, которые продолжались во втором полугодии 1959 года, но были подавлены национальной гвардией. В 1960 году имело место ещё одно восстание, которое было подавлено. В 1961 году возник Сандинистский фронт национального освобождения, начавший подготовку нового вооружённого восстания. В сентябре 1963 года СФНО начал партизанские действия в департаменте Матагальпа, после чего правительство ввело в стране чрезвычайное положение, однако политическая обстановка в стране настолько накалилась, что Л. Сомоса Дебайле был вынужден сделать уступку демократическим силам и разрешил деятельность профсоюзов.
В августе 1966 года по стране прошли демонстрации и митинги против резкого повышения цен на продовольствие. В сентябре 1966 года в Манагуа состоялся 1-й съезд крестьянских профсоюзов района Матагальпа (призвавший к проведению аграрной реформы и принявший решение о создании Крестьянской федерации Матагальпы).
С начала 1970х годов и особенно после сильного землетрясения в Манагуа 23 декабря 1972 года (сопровождавшегося жертвами и разрушением столицы) положение в экономике страны осложнилось. При этом сохранивший пост командующего национальной гвардией А. Сомоса в декабре 1972 года был назначен на пост председателя Национального чрезвычайного совета, а в январе 1973 года — на пост министра национальной реконструкции (что привело к ещё большей концентрации власти в руках семейства Сомоса и вызвало резкий рост протестных настроений в стране).
- после ареста профсоюзных руководителей в Матагальпе прошёл многотысячный митинг с требованиями восстановить права профсоюзов и освободить арестованных профсоюзных лидеров[5]
- в апреле 1973 года, после объявления о увеличении продолжительности рабочего дня, объявили забастовку строительные рабочие в Манагуа, Леоне и Гранаде, в которой участвовали 10 тыс. человек[5]
- в мае — августе 1973 года бастовали металлисты крупнейшего в Центральной Америке завода «МЕТАСА» (принадлежавшего американской компании «United States Steel Corp.»)[5]

В 1976 году в стране действовало военное положение, усилились репрессии против оппозиции (в том числе, против рабочего и профсоюзного движения). Были арестованы лидеры профсоюзного движения Никарагуа (Доминго Санчес Сальгадо, Антонио Кастро Борхе, Сальвадор Хуарес и др.), введена цензура печати и учреждены военные трибуналы, однако выступления рабочих, крестьян и интеллигенции продолжались.
В условиях увеличивавшегося дефицита бюджета (36,5 млн долларов в 1973 году, 83,3 млн долларов — в 1974 году; 91,9 млн долларов — в 1975 году; 72,8 млн долларов в 1976 году) в феврале 1977 года правительство Сомосы провозгласило «политику свободных цен» (отказавшись от государственного регулирования цен на товары). При этом, зарплаты были «замороженными» (и даже сократились на 3 %). Реализация этой политики вызвала усиление антиамериканских настроений (так как для компаний из США был установлен «режим наибольшего благоприятствования») и рост недовольства диктатурой среди широких слоёв населения страны.
В 1978 году под руководством СФНО началось вооружённое восстание против диктатуры. После победы Сандинистской революции 19 июня 1979 года началось проведение политических, экономических и социальных реформ.
В дальнейшем, в 1979 году был создан Сандинистский профсоюзный центр трудящихся имени Хосе Бенито Эскодара (Central Sandinista de Trabajadores), председателем которого стал И. Гарсиа. К 1980 году в состав центра вошли девять крупнейших профсоюзов и профсоюзных объединений страны, в том числе Ассоциация сельских трудящихся, Всеобщая конфедерация труда (независимая), Профсоюзное объединение медицинских работников, Национальная ассоциация работников просвещения Никарагуа и др.. К началу 1982 года CST объединил большинство рабочих страны.
Значительное влияние на развитие рабочего и профсоюзного движения в стране оказала начавшаяся весной 1980 года кампания по ликвидации неграмотности и начавшаяся в июле 1981 года земельная реформа (снизившая «земельный голод» в стране). В ноябре 1982 года был принят закон о пенсиях. В дальнейшем, ведение войны против «контрас» потребовало перевести экономику страны на «военные рельсы», рост расходов на оборону в сочетании с ухудшением конъюнктуры на мировых рынках привели к тому, что в 1982 году ВВП Никарагуа сократился на 2,3 % (однако в 1983 году вновь увеличился на 5 %).
В октябре 1983 года в стране была введена 5-дневная рабочая неделя.
В условиях активизации «контрас» и осложнения обстановки в стране в условиях организованной США экономической блокады Никарагуа, в январе 1985 года состоялась сессия Сандинистского профсоюзного центра трудящихся, проходившая под лозунгом «Все силы на борьбу с американской агрессией!». В феврале 1985 года был принят закон о заработной плате (предусматривавший её повышение).
Осложнение обстановки в стране в конце 1980х годов привело к тому, что 25 февраля 1990 года президентом страны стала Виолета Барриос де Чаморро, при поддержке США начавшая политику неолиберальных реформ, в результате которых в стране начался экономический кризис, сопровождавшийся деиндустриализацией (уже к 1994 году доля сельского хозяйства увеличилась до 32,8 % ВВП, промышленности — сократилась до 17,3 % ВВП). Рабочее и профсоюзное движение в 1990е годы оказалось дезориентировано и дезорганизовано.
С начала 1990-х гг. начался возрастающий миграционный отток населения (главным образом, мужчин трудоспособного возраста) на заработки в Коста-Рику, Мексику, США и другие страны (общее количество работающих за границей граждан страны на начало 2010 года оценивалось в пределах от 1 млн до 1,5 млн человек).
Начавшийся в 2008 году всемирный экономический кризис осложнил положение в странах Центральной Америки. В марте 2009 года в Мексике началась эпидемия «свиного гриппа» (в дальнейшем распространившаяся на территорию других стран, в том числе Никарагуа — что потребовало ввести противоэпидемические ограничения). Продолжительные ливневые дожди в мае 2010 года дезорганизовали хозяйственную деятельность и потребовали эвакуировать 1405 беженцев из наиболее пострадавших районов в северной и северо-западной части страны. В этих условиях в июне 2010 года правительство увеличило размер оплаты труда для 120 тысяч рабочих страны. Представитель Международного валютного фонда в Никарагуа Gabriel Di Bella потребовал отменить это решение и повысить пенсионный возраст с 60 до 65 лет. После этого под руководством профсоюзов состоялся массовый митинг протеста у здания представительства МВФ, на котором участники потребовали от МВФ не вмешиваться во внутренние дела страны.